# Zanthoxylum gentryi
Zanthoxylum gentryi är en vinruteväxtart som beskrevs av C. Reynel. Zanthoxylum gentryi ingår i släktet Zanthoxylum och familjen vinruteväxter. Inga underarter finns listade i Catalogue of Life.